# Лощина (роман)
«Убивство у маєтку Голлов» (англ. The Hollow) — детективний роман англійської письменниці Агати Крісті, який вперше опублікувало видавництво «Collins Crime Club» у Великій Британії та видавництво «Dodd, Mead and Company» у США того ж року. Роман із серії творів Агати Крісті про Еркюля Пуаро.

## Сюжет
Ексцентрична Леді Люсі Ендкейтл, власниця маєтку Лощина, запрошує до себе Доктора Кристоу і його дружину Герду. У Джона Кристоу роман зі скульптором Генрієттою Савернейк, що до того ж виявляється відмінним імпровізатором. Джон з ностальгією згадує свою першу любов, Вероніку Крей. Зненацька вона з'являється в будинку Ендкейтлів у суботу з незначного приводу. Вероніка живе в одному з сусідніх котеджів. Інший такий котедж займає Еркюль Пуаро, запрошений у маєток Енккейтлів на ланч у неділю. Джон і Вероніка йдуть разом, і він вертається лише над ранок. Пуаро прибуває в маєток наступного дня й застає дивну сцену. Герда стоїть з револьвером у руці над закривавленим тілом Джона, а Люсі, Генрієтта й Едвард стоять віддалік у застиглій позі. Останніми словами, точніше закликом, Джона було: «Генрієтта». 
Здавалося б, мабуть, що Герда вбивця, але Генрієтта вихоплює в неї револьвер і «випадково» випускає його в басейн. Прямі докази зникають. Пізніше встановлено, що той пістолет, що тримала Герда, не той, з якого вбитий Джон.  Пуаро починає розслідування.

## Персонажі роману
- Еркюль Пуаро — бельгійський детектив
- Інспектор Грендж — слідчий у справі
- Джон Кристоу — лікар з Гарлі-стріт
- Герда Кристоу — дружина Джона
- Сер Генрі Ендкейтл — власник маєтку Лощіна
- Леді Люсі Ендкейтл — дружина Генрі, власниця маєтку Улоговина
- Едвард Ендкейтл — кузен Генрі, довгі роки закоханий у Генрієтту
- Мідж Гардкасл — юна кузина Люсі
- Девід Енккейтл — студент
- Генріетта Савернейк — скульптор
- Вероніка Крей — акторка, егоїстична й гарна молода жінка
- Гедеон — дворецький

## Екранізації
- 2004 — «Лощина» (англ. The Hollow), повнометражний телефільм, четвертий епізод дев'ятого сезону британського серіалу «Пуаро Агати Крісті» з Девідом Суше у головній ролі. Також у фільмі знімалися Сара Майлз, Меган Доддс, Едвард Фокс, Лізетт Ентоні та інші.